# 美国流行音乐

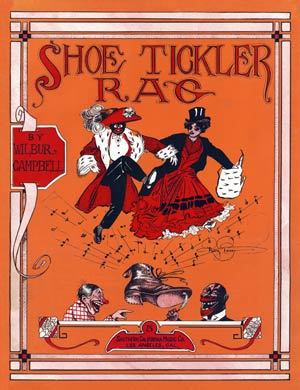
1911年威尔布·坎贝尔（Wilbur Campbell）歌曲《Shoe Tickler Rag》的歌谱封面。

美国流行音乐（American popular music）对世界音乐有深远的影响。许多对世界文化产生重要影响的流派源自美国，它们包括拉格泰姆、布鲁斯、爵士乐、搖擺樂、摇滚乐、藍草音樂、乡村音乐、节奏布鲁斯、嘟·喔普、福音音乐、靈魂樂、放克、重金属、朋克、迪斯科、浩室音乐、铁克诺音乐、騷沙音樂、油漬搖滾和嘻哈音樂。此外，美国音乐产业相当多样化，地区性音乐如柴迪科舞曲（zydeco）、传统东欧犹太教音乐（klezmer）和夏威夷吉他音乐（slack-key）等都有各自的一席之地。
19世纪早期，美国流行音乐开始分化出不同的风格。美国音樂產業在20世纪从布鲁斯和民间音乐中发展出了一系列新音乐类型，包括乡村、节奏布鲁斯、爵士和摇滚。20世纪60年代和70年代见证了美国流行音乐的几个重要变化，如重金属、朋克、灵魂乐和嘻哈乐这些新类型的诞生。这些音乐类型属于“流行音乐”是因为它们是商业性的（与民谣和古典音乐相对），并不是说它们是“主流的”。

## 早期“流行”音乐

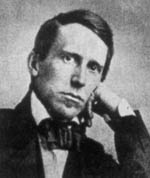
第一位重要的美国流行乐词曲作者，史蒂芬·福斯特。

史蒂芬·福斯特及其同辈的感伤轻音乐歌曲（parlor song）是最早可被称为“美国”流行音乐的作品（相对于局限在特定地区或种族间流行的音乐）。这些歌曲是为黑人剧团演出（minstrel show）所作的。黑人剧团演出是一种结合了歌唱、舞蹈和喜剧的戏剧表演，通常使用非洲乐器和舞蹈，演员为涂黑面部的白人（Blackface）。到19世纪中叶，巡演公司不仅已将这种音乐传遍美国，还把它带到了英国、西欧，甚至非洲和亚洲。黑人剧团演出普遍宣传其音乐是非裔美國人音樂风格，但事实常常并非如此。

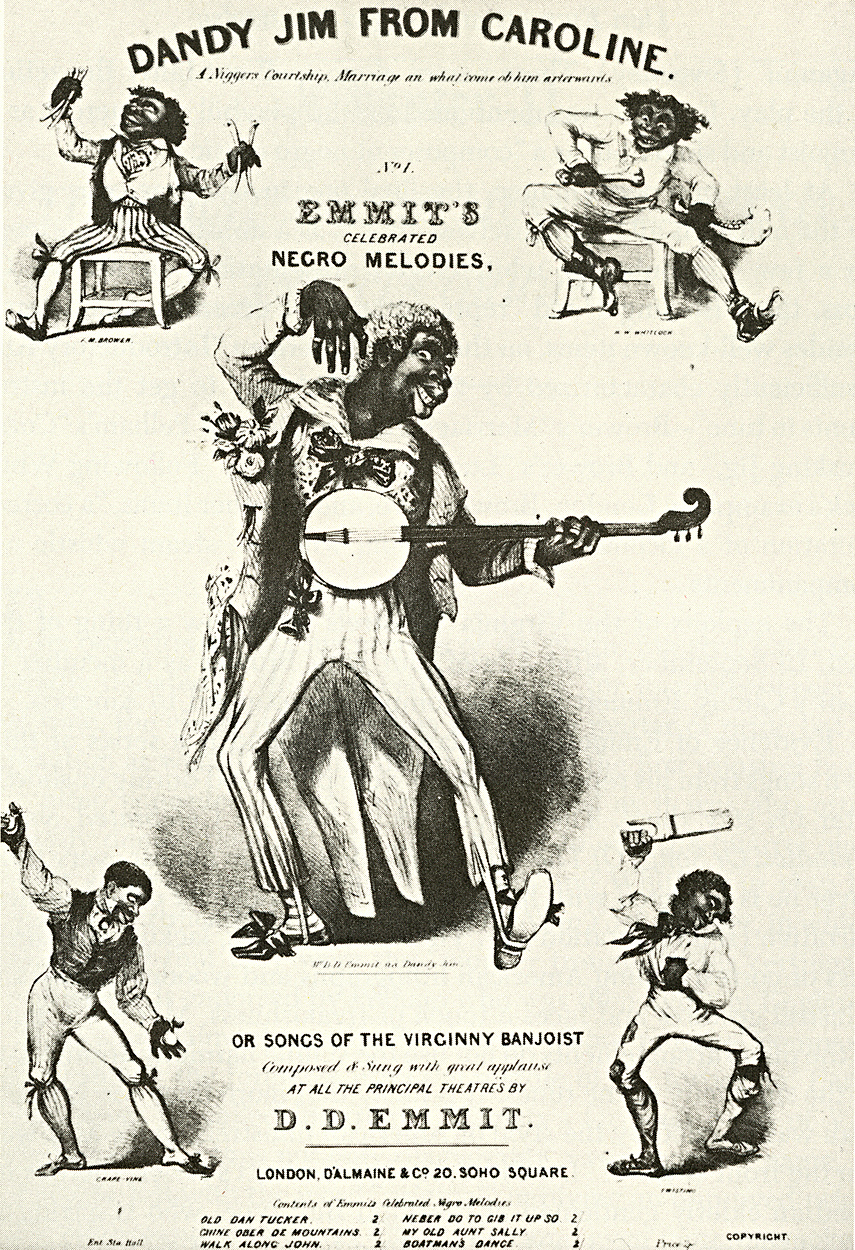
丹·埃米特歌曲《Dandy Jim from Caroline》的歌谱封面，伦敦，约1844年。

在南北战争前，黑人已参与到美国流行文化中，至少可追溯到1820年代在纽约开的非洲小林剧院（African Grove Theatre）和1818年发表了第一首由黑人作曲家弗朗西斯·约翰逊谱写的音乐。然而，这些重要的里程碑都从属于欧洲音乐的范畴。第一首极度流行的黑人剧团歌曲是托马斯·D·莱斯（Thomas D. Rice）的，它于1832年被首次演唱。当莱斯于1836年在伦敦表演后，该曲在当地掀起一阵热潮。这首歌的旋律改编自一首爱尔兰吉格舞曲，舞蹈来自一位马童。非洲元素体现在对班卓琴的使用和加强的节奏上，这种琴据信是源自西非弦乐乐器。黑人剧团演出中的许多歌曲流传至今，尤其是丹·埃米特（Dan Emmett）和史蒂芬·福斯特的作品。大卫·伊温（David Ewen）评价后者为“美国的第一位主要作曲者，世界上最杰出的词曲作者之一”。福斯特歌曲流于感伤而不自知的特点，接受奴隶制的态度是那个时代的典型。尽管如此，福斯特比同时代的词曲作者更倾向于赋予歌中的黑人人性。如歌曲悲伤地讲述了一位黑人男子哀悼他死去的妻子。
黑人剧团音乐开启了黑人音乐被白人占用以取悦大众的传统，也是第一种取得国际性赞誉的美国独有的音乐类型。唐纳德·克拉克（Donald Clarke）写道：“黑人剧团音乐本质上包含了黑人音乐，而最成功的剧团都是白人，所以那些起源于黑人的歌曲和舞蹈被白人演员模仿，黑人演员在之后表演时在某种程度上模仿了自己。”克拉克还把白人演员将脸涂黑这一行为归因于美国白人想美化黑人悲惨的生活，把他们描绘成快乐的、无忧无虑的人，最适合种植园生活和表演简单愉快的歌曲。这样的演绎很容易吸引白人观众。
黑人剧团演出在19世纪后半叶依旧保持了流行度，在20世纪初才渐渐消失。那时，一种奢侈繁复的戏剧形式出现了，叫做狂欢演出（extravaganza），起始于查尔斯·M·巴拉斯（Charles M. Barras）的《黑色骗子》（The Black Crook）。当时的报纸和教会批判狂欢演出，因为他们认为它包含性挑逗内容，有女性身着近乎透明的衣服演唱下流歌曲。大卫·伊温将此描述为美国音乐剧和流行歌曲“对性长期积极地利用”的开始。后来，狂欢演出采用了滑稽模仿戏 （burlesque）中的一些元素，后者是一种19世纪末非常流行的讽刺戏仿表演。
流行于19世纪后半叶的综艺演出（variety show）像狂欢演出和滑稽模仿戏一样，是一种搞笑低俗的作品，在19世纪末演化成了歌舞杂耍表演（vaudeville）。托尼·帕斯特（Tony Pastor）这样的制作人为吸引女性和儿童前来看他的演出，创新了这一表演形式。女性和儿童原本不是这些演出的受众，因为剧院长期以来被视为粗野蛮横人群的地盘。到20世纪早期，歌舞杂耍表演已经成为了适合妇孺的、体面的一种娱乐，加斯·爱德华兹（Gus Edwards）等词曲作者的歌曲红遍了全国。最流行的歌舞杂耍表演（如《齐格菲尔德歌舞剧》（Ziegfeld Follies））由一系列歌曲和滑稽短剧组成，对之后的百老匯音乐剧和叮砰巷歌曲产生了深远影响。

### 叮砰巷
叮砰巷指纽约市的联合广场地区，它到1890年代中期已成为了音乐出版业的中心。这一地区的词曲作者创作程式化的歌曲，其中很多为感伤的谣曲（ballad）。在这个时期，美国在美西战争后崛起成为了世界强国，民族意识正在发展。铁路和邮政服务的范围和效率增加了，使流行歌曲的传播更快捷。
最著名的一些叮砰巷出版者包括威利斯·伍德沃德（Willis Woodward）、M·维特马克和儿子们（M. Witmark & Sons）、查尔斯·K·哈里斯（Charles K. Harris）以及爱德华·B·马科斯与约瑟夫·W·史登（Edward B. Marks and Joseph W. Stern）。史登和马科斯是叮砰巷词曲作者中较出名的一对搭档，他们从1894年起开始一起写歌。除了主流的流行谣曲和其他干净规整的歌曲外，一些叮砰巷出版者着重粗砺、“淫秽”的音乐。黑鬼歌曲（coon song）是叮砰巷的另一重要组成部分，源自冲淡了的黑人剧团歌曲，加上拉格泰姆的节奏带来的活力。第一首流行的黑鬼歌曲为1883年的，随后出现了一批“吼黑鬼歌曲的”（coon shouters）歌手，如欧内斯特·霍根（Ernest Hogan）和梅·欧文（May Irwin）。

### 百老汇
20世纪早期也见证了百老汇的成长，它包括了一些专注于音乐剧的戏院。百老汇成为了世界范围演出音乐剧最卓越的地点之一，产出了大量歌曲，使唐纳德·克拉克称该时期为“歌曲创作的黄金时代”。改编悦耳歌曲、使其适用于戏剧和剧情的限制的需求促进了歌曲创作，促使了乔治·格什温、文森特·尤曼斯（Vincent Youmans）、歐文·柏林和杰罗姆·克恩（Jerome Kern）等词曲作者的崛起。他们的歌曲流行至今，如今被称为“伟大的美国歌曲集”（Great American Songbook）。
外国歌剧在整个19世纪流行于美国上流阶层，而其他音乐戏剧类型还包括轻歌剧、谣曲歌剧（ballad opera）和滑稽歌剧（opera bouffe）。吉爾伯特與薩利文的英国轻歌剧作品尤其受欢迎，而美国本土作品却鲜有观众。乔治·M·科汉（George M. Cohan）是音乐戏剧领域第一位著名美国作曲家，也是第一位远离轻歌剧的作曲家，他在作品对白话的使用也值得注意。到20世纪初，黑人剧作家、作曲家和乐手也开始对音乐剧产生影响，最早的为威尔·马里昂·库克（Will Marion Cook）、詹姆斯·里斯·欧罗巴（James Reese Europe）和詹姆斯·P·约翰逊（James P. Johnson）的作品。第一部大热的黑人音乐剧是1921年的《踯躅而行》（Shuffle Along）。